# Krzysztof Prus-Grzybowski

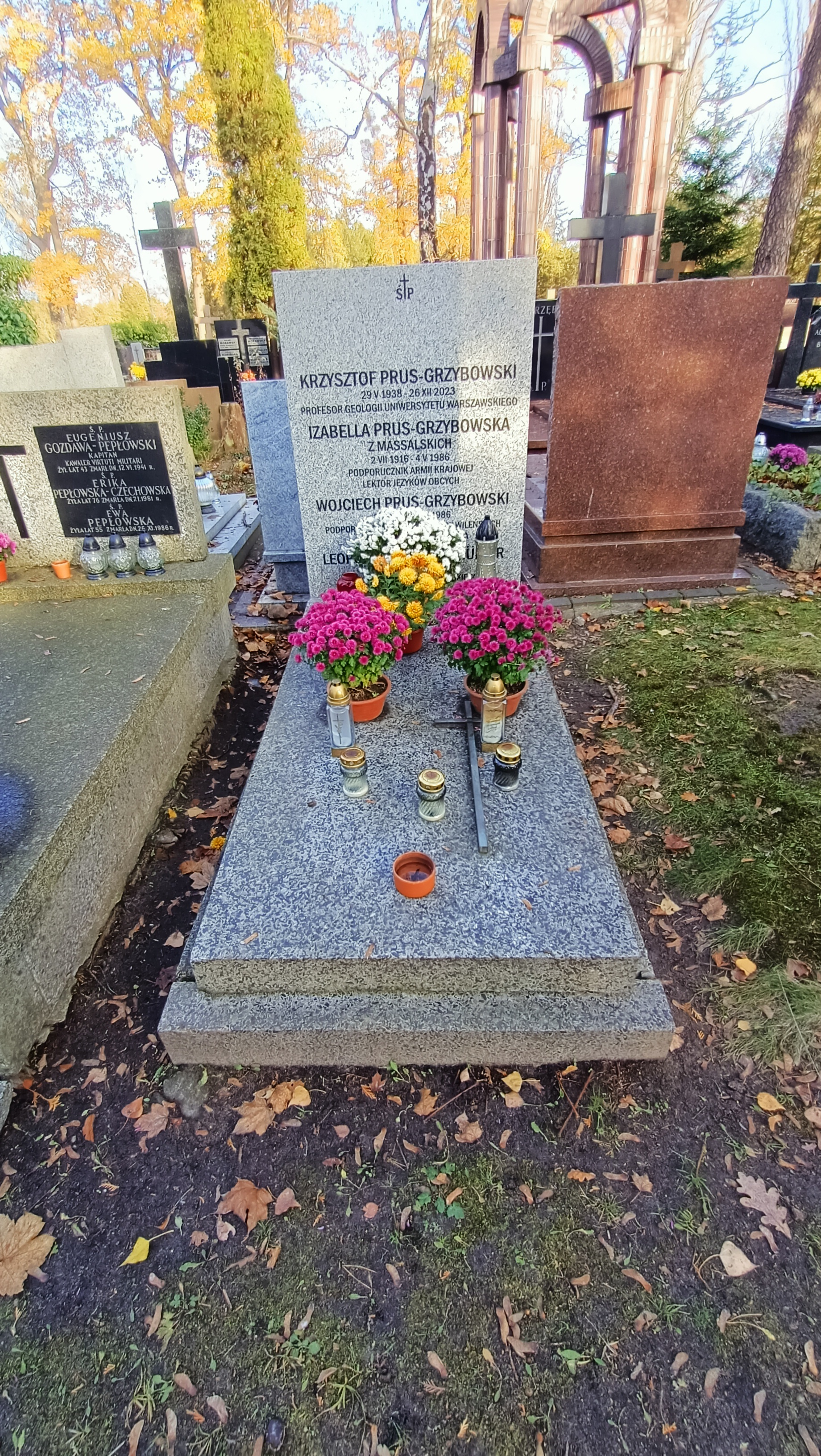
Grób Krzysztofa Prusa Grzybowskiego na cmentarzu Wojskowym na powązkach

Krzysztof Prus-Grzybowski (ur. 29 maja 1938, zm. 26 grudnia 2023) – polski naukowiec, geolog, doktor habilitowany, profesor Uniwersytetu Warszawskiego.
Zmarł 26 grudnia 2023. Pochowany na cmentarzu Wojskowym na Powązkach kwatera A 10 rząd 8 grób 12.